# فرانچسکا آنیس
فرانچسکا آنیس (انگلیسی: Francesca Annis؛ زادهٔ ۱۴ مهٔ ۱۹۴۵) هنرپیشه اهل بریتانیا است. وی از سال ۱۹۵۹ میلادی تاکنون مشغول فعالیت بوده‌است. از فیلم‌هایی که وی در آن نقش داشته‌است می‌توان به کلئوپاترا، تل‌ماسه، هفت‌تیر، افسارگسیخته، کرول و مکبث اشاره کرد.